# انداباتوکا
انداباتوکا (به لاتین: Andabotoka) یک سکونتگاه مسکونی در ماداگاسکار است که در ملاکی (ماداگاسکار) واقع شده‌است.

## خصوصیات
انداباتوکا ۵٬۰۰۰ نفر جمعیت دارد و ۱۴ متر بالاتر از سطح دریا واقع شده‌است.